# مهرجان الغرب ورويال باث

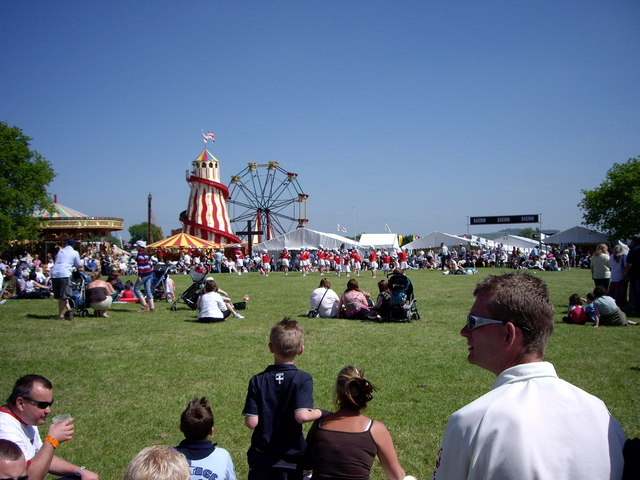
2006 مهرجان الغرب ورويال باث

مهرجان الغرب ورويال باث هو مهرجان زراعي يقام في غرب إنجلترا كل عام في أرض المعارض الدائمة بالقرب من شيبتون ماليت، سومرست، وهو واحد من عدة مهرجانات تقام في مقاطعات المملكة المتحدة ويستمر لمدة أربعة أيام. وفي عامي 2009 و 2010 زار المهرجان أكثر من 155000 شخص.

## نبذة
ينظم ويدار مهرجان الغرب ورويال باث من قبل جمعية Royal Bath and West of England ، والتي تأسست في عام 1777 في باث من قبل فاعلي الخير بقيادة إدموند راك،  وهي الآن منظمة خيرية مسجلة برقم (1039397). وتأسست الجمعية بهدف تشجيع الزراعة والفنون والتصنيع والتجارة.

## المهرجان
بدأ المهرجان السنوي في تونتون عام 1852 وكان مهرجانا متنقلاً. فأقيم في دورهام داون في بريستول عام 1886 ومرة أخرى في عام 1921. وعُقد لاحقًا في باث في عامي 1912 و 1927.
يهدف مهرجان الغرب ورويال باث إلى الاحتفال بجميع جوانب الزراعة والحياة الريفية، وعرض أفضل المواشي البريطانية وأحدث الابتكارات التكنولوجية في صناعة الزراعة. ويقدم المعرض أماكن للتسوق، وقاعات للطعام، وأماكن لعرض الأزهار، وفرصة للتعرف على الحرف الريفية، وعروض الكلاب، ومسابقات الفروسية، وعروض المضمار. ويستقطب المعرض أكثر من 1000 كشك لبيع المنتجات التجارية.
وخصصت مساحة دائمة للمهرجان تقدر بألف متر ومضمار يتسع لأكثر من 1200 شخص، وقطار كهربائي مصغر، وبحيرة لرياضة التجديف بالقوارب، وحلبة لرياضة سيارات الدفع الرباعي والطرق الوعرة للمحترفين.

## الزوار الملكيين
يزور أحد أفراد العائلة المالكة المهرجان في كل عام. ففي عام 2008، زارت الأميرة آن العرض، وفي عام 2009 حضر كل من أمير ويلز ودوقة كورنوال ؛ وكان أمير ويلز قد زار المعرض آخر مرة في عام 1991. وفي عام 2010، أصبحت كونتيسة ويسيكس نائب الراعي الجديد لجمعية الغرب ورويال باث. وكما زارت الملكة الأم والملكة إليزابيث الثانية المعرض في السنوات الماضية.

## القرن ال 21

### مهرجان عام 2009
أقيم معرض الغرب ورويال باث 2009 من الأربعاء 27 مايو إلى السبت 30 مايو. وفازت مزرعة مورتيمر بلقب «الأفضل» في مسابقة لحوم البقر مع ثور شارولايس «مورتيمر يوروفيجن». وفاز معرض التخيل بالميدالية الذهبية لأفضل مشاركة في المعرض بعرضه لطائرات ومركبات احتفالًا بمرور 100 عام على الطيران البحري. وفاز تشارلز مارتيل وصانع ذا ستنكينق بيشوب تشيز بمسابقة ألذ جبنة. وتم جلب الجبن الفائز من قسم منتجات الألبان، والذي كان عبارة عن كتلة من ديفدستوتشيدر من إنتاج شركة Dairy Crest ، بواسطة RH Longman وتم تقديره بـ1000 جنيه إسترليني.
وأقيمت فعاليات لرجل المدفع، وفرقة لواء جوركاس، وعالم الطيور الفرنسي كريستيان موليك. 

### مهرجان عام 2010
أقيم معرض الغرب ورويال باث 2010 في الفترة ما بين 2 إلى 5 يونيو. وحضر أكثر من 155000 زائر، وسلط الضوء على عروض فرقة الـ Red Devils وعروض شرطة الأحصنة، وعروض تدريب الكلاب. وتنافس أكثر من 2400 من الخنازير والأغنام والماعز والأبقار و 2000 حصان. وللمرة الأولى على الإطلاق، تم الاحتفال بيوم للسيدات في يوم الجمعة 4 يونيو.

## روابط خارجية
- الموقع الرسمي